# Best of Blue
Best of Blue é a primeira coletânea de grandes êxitos lançada pela boy band inglesa Blue. O álbum foi lançado no Reino Unido em 15 de novembro de 2004, pela Innocent Records. Era para ser apoiado por uma turnê europeia de mesmo nome, mas foi cancelada em fevereiro de 2005.

## Singles do álbum
- "Curtain Falls" - O single de estreia, lançado em novembro de 2004. O single alcançou a 4ª posição no UK Singles Chart, No. 3 no Australian Top 40 (na Australia), no No. 1 na Nova Zelândia e No. 5 na Irlanda. A canção recebeu um certificado de status de prata por vendas de mais de 200.000 cópias no Reino Unido. "Curtain Falls" contém um sample da canção "Pastime Paradise" de Stevie Wonder.[2]
- "Get Down on It" - O segundo single, lançado em janeiro de 2005. A música é uma versão cover do hit número um do Kool & the Gang. O single traz instrumentos de Kool & The Gang, bem como vocais de Lil' Kim. O single alcançou a 5ª posição no Top 40 australiano, a posição 1 na Nova Zelândia e a 17ª posição na Irlanda.
- "Only Words I Know" - O terceiro single, lançado em junho de 2005. O single não foi lançado no Reino Unido, mas teve um sucesso razoável na França e na Itália, alcançando a segunda posição em ambos os países. O single foi usado para promover o lançamento da segunda compilação de maiores sucessos do grupo, 4Ever Blue.

## Lista de faixas
Versão standard
1. "All Rise"
2. "Too Close"
3. "If You Come Back"
4. "Fly by II"
5. "One Love"
6. "Sorry Seems to Be the Hardest Word" (featuring Elton John)
7. "U Make Me Wanna"
8. "Guilty"
9. "Signed, Sealed, Delivered I'm Yours" (featuring Stevie Wonder and Angie Stone)
10. "Breathe Easy"
11. "Bubblin'" (featuring L.A.D.É)
12. "Curtain Falls"
13. "Get Down on It" (featuring Kool & The Gang and Lil' Kim)
14. "Love at First Sight"
15. "Best in Me" (2004 Version)

## Paradas
| Paradas (2004)                         | Peak position     |
| -------------------------------------- | ----------------- |
| Austrian Albums (Ö3 Austria)           | 11                |
| Belgian Albums (Ultratop Flanders)     | 37                |
| Belgian Albums (Ultratop Wallonia)     | 76                |
| Dutch Albums (MegaCharts)              | 72                |
| Europe (Eurochart Hot 100)             | 6                 |
| French Albums (SNEP)                   | 5                 |
| German Albums (Media Control Charts)   | 7                 |
| Greek Albums (IFPI)                    | 5                 |
| Irish Albums (IRMA)                    | 26                |
| Italian Albums (FIMI)                  | 1                 |
| Japanese Albums (Oricon)               | 14                |
| Japanese International Albums (Oricon) | 4                 |
| New Zealand Albums (RIANZ)             | 25                |
| Portugal Albums (AFP)                  | 2                 |
| Scottish Albums (OCC)                  | 12                |
| Spanish Albums (PROMUSICAE)            | 88                |
| Swiss Albums (Swiss Hitparade)         | 8                 |
| Taiwan Albums (G-Music)                | 1                 |
| Turkish Albums (Nielsen SoundScan)     | 34                |
| UK Albums (OCC)                        | 6                 |
| Paradas (2005)                         | Posição mais alta |
| Danish Albums (Hitlisten)              | 9                 |
| Norwegian Albums (VG-lista)            | 11                |

| Parada (2004)        | Posição mais alta |
| -------------------- | ----------------- |
| UK Albums Chart      | 37                |
| Parada (2005)        | Posição mais alta |
| Italian Albums Chart | 9                 |
| Swiss Albums Chart   | 49                |